# Aulus Cremutius Cordus
Cremutius Cordus (i. e. 1. század – 25) római történetíró.

## Élete
Augustus és Tiberius idejében alkotott. A köztársaság végét és a császárság megalapítását erősen köztársaságpárti szellemben írta meg, dicsérte Brutust és Julius Caesart, s ezért Tiberius perbe fogatta, s ő éhhalállal végezte életét. A senatus elrendelte, hogy az összes munkáját égessék el, de azokat feltehetőleg leánya, Marcia megmentette. Ránk munkáiból semmi sem maradt.